# Александр Мронц
Александр Мронц (нім. Alexander Mronz; нар. 7 квітня 1965) — колишній німецький тенісист.
Найвищу одиночну позицію світового рейтингу — 73 місце досяг 8 квітня 1991, парну — 74 місце — 3 жовтня 1984 року.
Здобув 1 парний титул.
Найвищим досягненням на турнірах Великого шолома було 4 коло в одиночному розряді.
Завершив кар'єру 1996 року.

## Фінали за кар'єру

### Парний розряд (1–4)
| Результат | W/L | Дата     | Турнір              | Покриття   | Партнер         | Суперники                     | Рахунок       |
| --------- | --- | -------- | ------------------- | ---------- | --------------- | ----------------------------- | ------------- |
| Перемога  | 1–0 | Лип 1988 | Скенектаді, США     | Тверде     | Грег Ван Ембург | Пол Еннекон Патрік Макінрой   | 6–3, 6–7, 7–5 |
| Поразка   | 1–1 | Жов 1988 | Тель-Авів, Ізраїль  | Тверде     | Патрік Баур     | Роджер Сміт Пол Векеса        | 3–6, 3–6      |
| Поразка   | 1–2 | Січ 1990 | Аделаїда, Австралія | Тверде     | Міхіл Схаперс   | Ендрю Кастл Ндука Одізор      | 6–7, 2–6      |
| Поразка   | 1–3 | Вер 1991 | Бордо               | Тверде (i) | Патрік Кюнен    | Арно Боеч Гі Форже            | 2–6, 2–6      |
| Поразка   | 1–4 | Жов 1993 | Сідней, Австралія   | Тверде     | Ларс Реманн     | Патрік Макінрой Річі Ренеберг | 3–6, 5–7      |